# Tyszki-Ciągaczki
Tyszki-Ciągaczki (prononciation : [ˈtɨʂki t͡ɕɔŋˈɡat͡ʂki]) est un village polonais de la gmina de Czerwin dans le powiat d'Ostrołęka de la voïvodie de Mazovie dans le centre-est de la Pologne.
Il se situe à environ 10 kilomètres à l'est de Czerwin (siège de la gmina), 24 kilomètres au sud-est d'Ostrołęka (siège du powiat) et à 104 kilomètres au nord-est de Varsovie (capitale de la Pologne).
Le village compte approximativement une population de 60 habitants en 2004.

## Histoire
Tyszki-Ciągaczki a été fondé au XVe siècle.
De 1975 à 1998, le village appartenait administrativement à la voïvodie d'Ostrołęka.